# EME Bus
EME Bus es una empresa de buses interurbanos fundada en 1990 en Tomé que comenzó sus operaciones en 1991. EME Bus empezó con servicios entre Santiago, Concepción y Tomé y actualmente realiza viajes por la zona central y sur. EME Bus vende pasajes para varios destinos importantes como por ejemplo Santiago a Concepción, Rancagua, Tomé, Lota y Talcahuano. La empresa es conocida por su alta calidad y seguridad. Su representante legal es Mario Patricio Muñoz Montecinos, quien junto a sus hijos Álvaro Agustín, Patricio, Gustavo y Macarena  dirigen sus operaciones 

## Historia
EME Bus se fundó en 1990 en Tomé y comenzó sus operaciones en 1991, con servicios entre Tomé, Concepción y Santiago. Actualmente opera en otros destinos como Chillán, Los Ángeles, Angol, Rancagua, Valparaíso, entre otros.

## Flota
EME Bus tiene una gran flota de servicios de transporte de pasajeros en buses interurbanos que conectan cerca de 30 ciudades y localidades en el territorio de Chile. Sus tarifas están sujetas a eventuales promociones o descuentos, las cuales deben ser consultadas por el pasajero en el momento de la compra del pasaje.

## Destinos

### Región de Valparaíso
- Valparaíso – Terminal Valparaíso
- Viña del Mar – Terminal Viña del Mar

### Región Metropolitana
- Santiago - Terminal Sur y Terminal San Borja

### Región del Libertador General Bernardo O'Higgins
- Rancagua - Terminal O'Higgins

### Región del Maule
- Cauquenes - Terminal Cauquenes

### Región de Ñuble
- Bulnes
- Cobquecura
- Coelemu - Terminal Coelemu
- Chillán - Terminal María Teresa
- Ñipas
- Quillón
- Quirihue - Terminal Santa Blanca
- San Carlos
- San Nicolás
- Treguaco

### Región del Biobío
- Arauco
- Cabrero - Terminal Santa Catalina
- Cañete - Terminal Pedro de Valdivia
- Carampangue
- Chiguayante
- Concepción - Terminal Collao
- Curanilahue
- Hualqui
- Coronel - Lagunillas
- Laja - Terminal Laja
- Lebu
- Los Álamos
- Los Ángeles - Terminal Santa María
- Lota
- Mulchén
- Nacimiento - Terminal Los Notros
- Penco
- San Pedro de la Paz
- Santa Bárbara - Terminal Aranguiz
- Santa Juana
- Talcahuano - Terminal Félix Adán
- Tomé - Terminal EME Bus
- Villuco
- Yumbel - Terminal San Francisco

## Galería

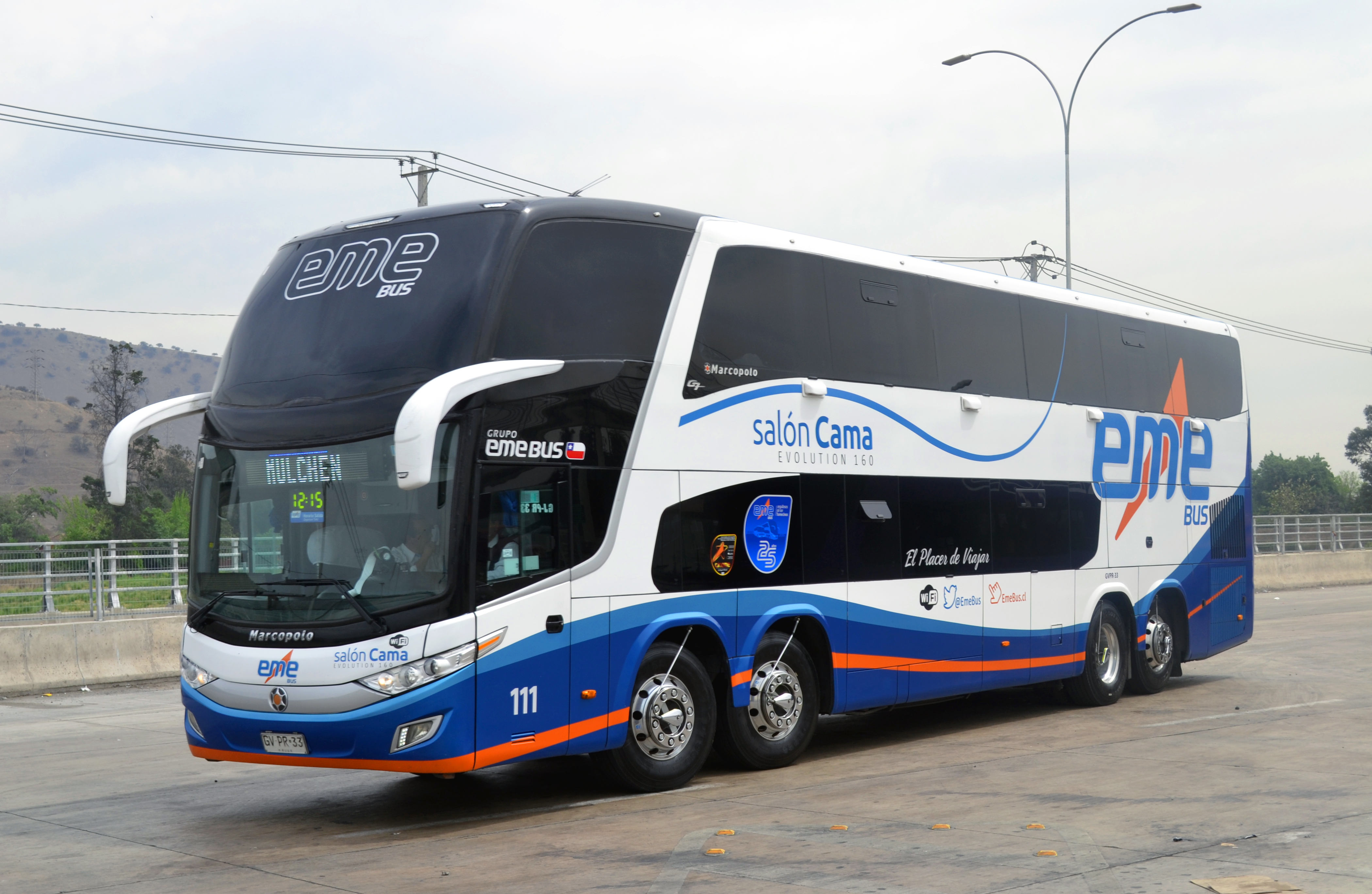
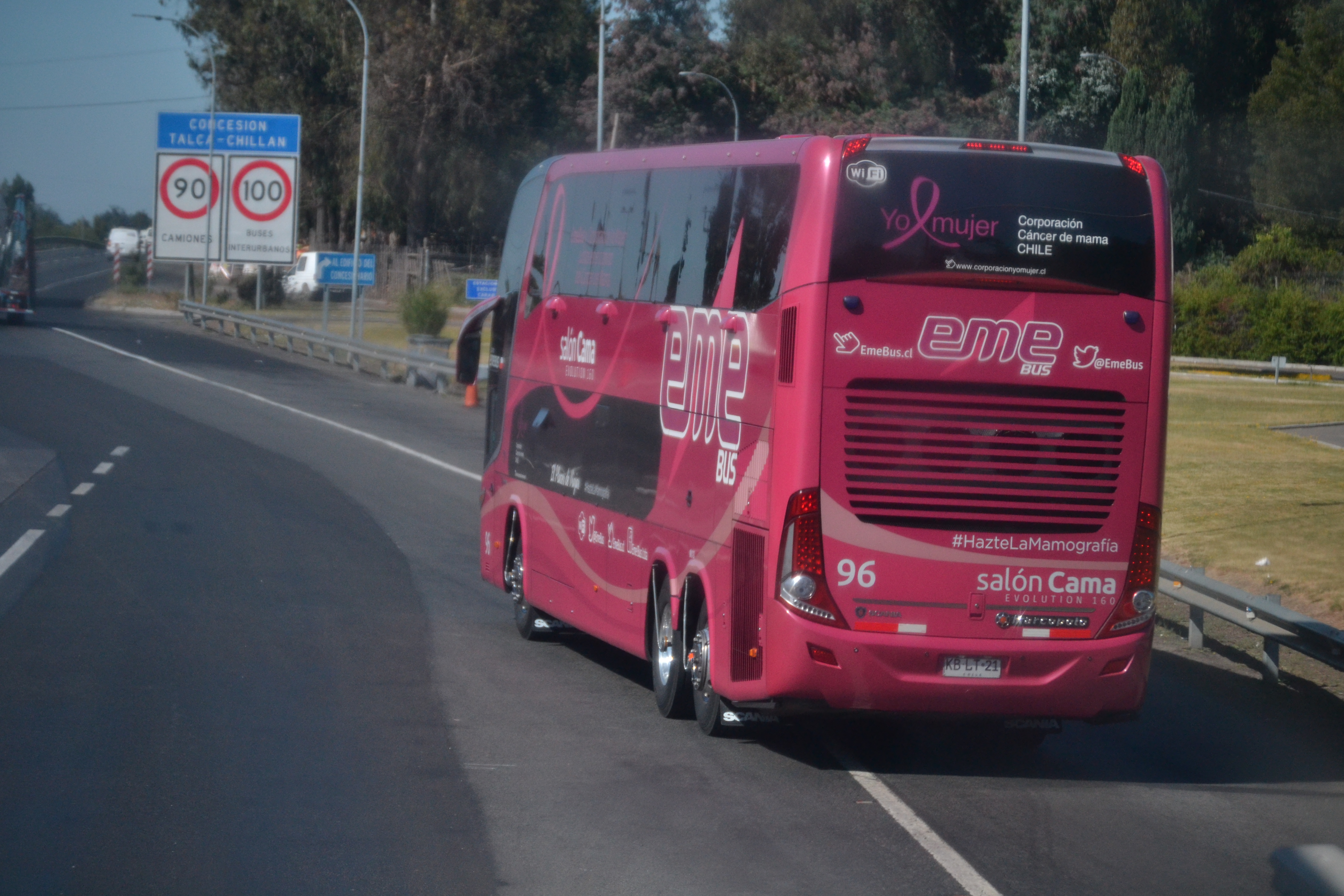
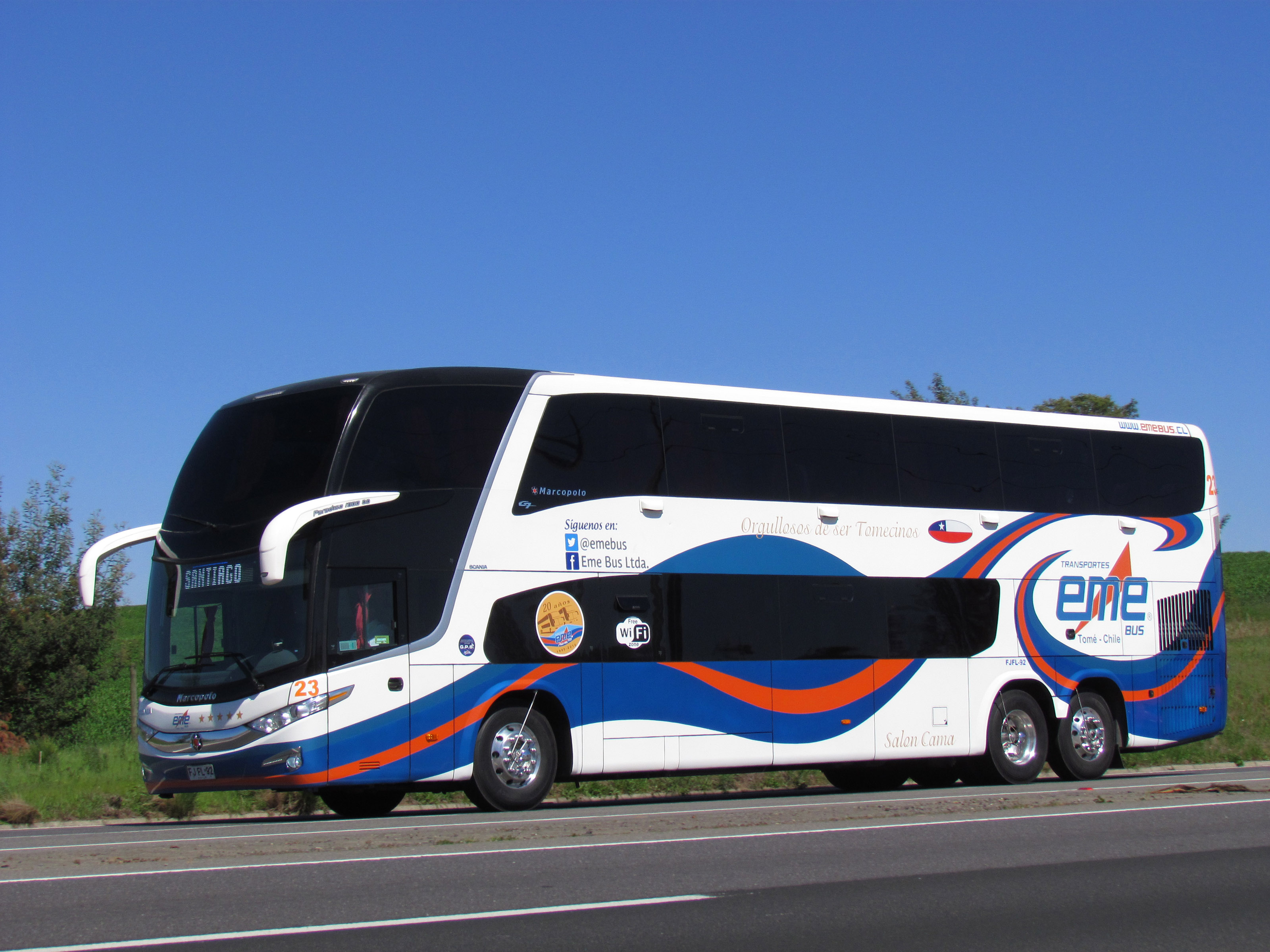
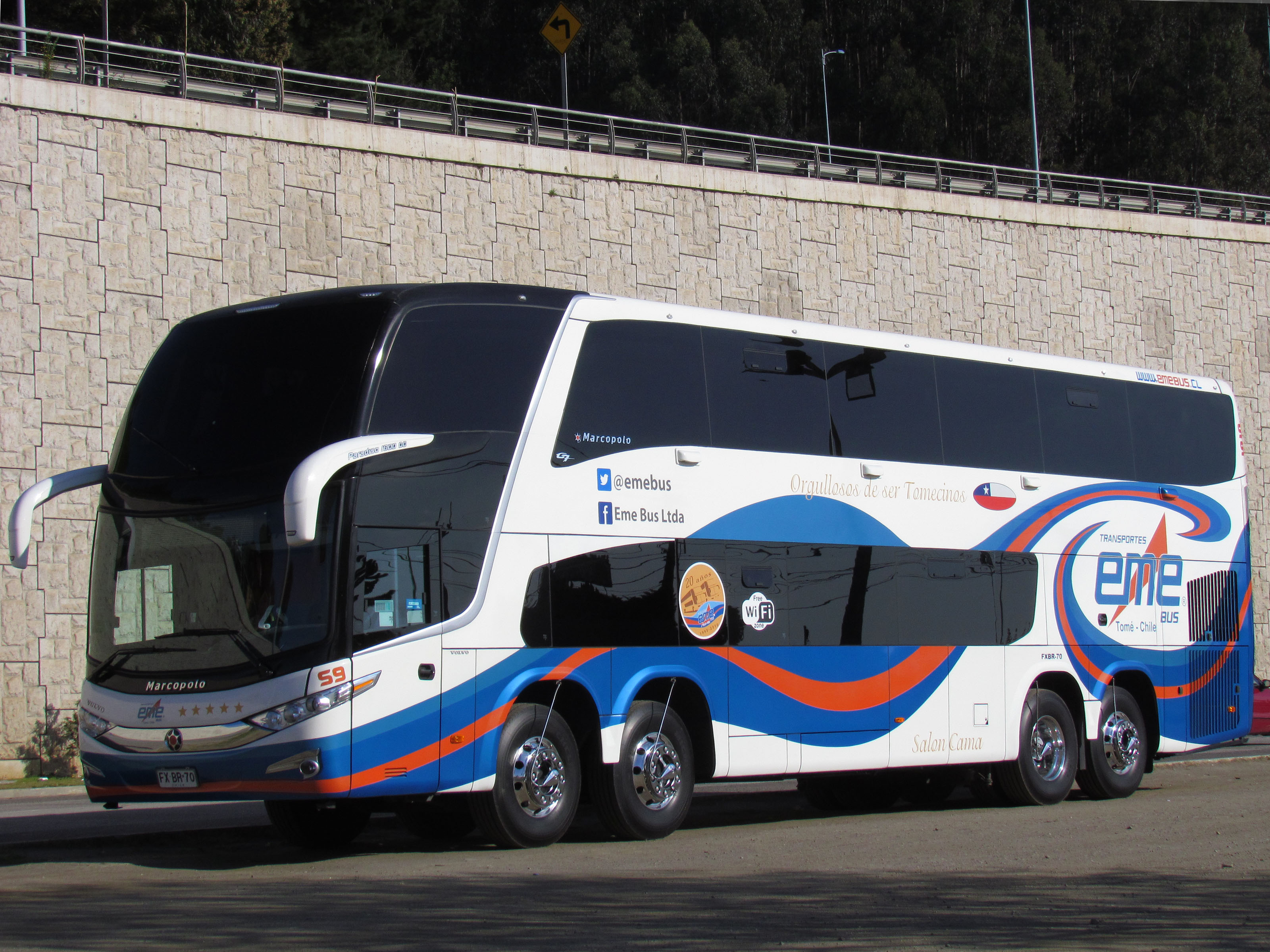

### Región de la Araucanía
- Angol - Terminal Angol
- Renaico - Terminal Renaico